# Phomma Sidsena
Phomma Sidsena (laotisch ພົມມາ ສິດເສນາ) ist ein laotischer Diplomat.

## Werdegang
1984 erhielt Sidsena einen Bachelor-Titel zum Thema „Internationale Beziehungen Vietnams“ und 1987 einen Master-Titel zu „Internationalen Beziehungen Australiens“. Seit 1984 arbeitet er für das laotische Außenministerium.  Von 1991 bis 1992 war er Dritter Sekretär in der Botschaft der Demokratischen Volksrepublik Laos in Peking (Volksrepublik China), von 1997 bis 1999 Direktor der Abteilung Südostasien und Pazifik im Außenministerium und von 1999 bis 2002 Erster Sekretär in der Botschaft der Demokratischen Volksrepublik Laos in Jakarta (Indonesien). Danach war er bis 2005 wieder im Außenministerium tätig, als Direktor der Abteilung für funktionale Zusammenarbeit. 2006 wurde Sidsena Botschaftsrat in der Botschaft der Demokratischen Volksrepublik Laos in Washington, D.C. (Vereinigte Staaten), wo er bis 2009 blieb. Dem folgte im Außenministerium das Amt des Direktors der Osteuropa-Abteilung, das er bis 2011 innehatte. Von 2011 bis 2013 war Sidsena amtierender Kabinettschef des Komitees für Außenbeziehungen der Revolutionären Volkspartei Laos, danach bis 2017 Minister an der Botschaft der Demokratischen Volksrepublik Laos in Hanoi (Vietnam) und schließlich von 2018 bis November 2019 Generaldirektor der Abteilung Europa-Amerika des Komitees für Außenbeziehungen der Revolutionären Volkspartei Laos.
Im November 2019 wurde Sidsena zum laotischen Botschafter für Indonesien und Osttimor ernannt. Seinen Amtssitz hatte er in Jakarta. Seine Zweitakkeditierung für Osttimor übermittelte Sidsena, aufgrund der COVID-19-Pandemie virtuell, erst am 11. November 2021. 2024 folgte Khamfeuang Phanthaxay auf den Botschafterposten in Jakarta.